# Кивлицкий, Евгений Александрович
Евгений Александрович Кивлицкий (1861—1921) — украинский историк, педагог, публицист, писатель и общественный деятель.
Первый директор Всенародной библиотеки Украины (1919—1920), ныне Национальная библиотека Украины имени В. И. Вернадского.

## Биография

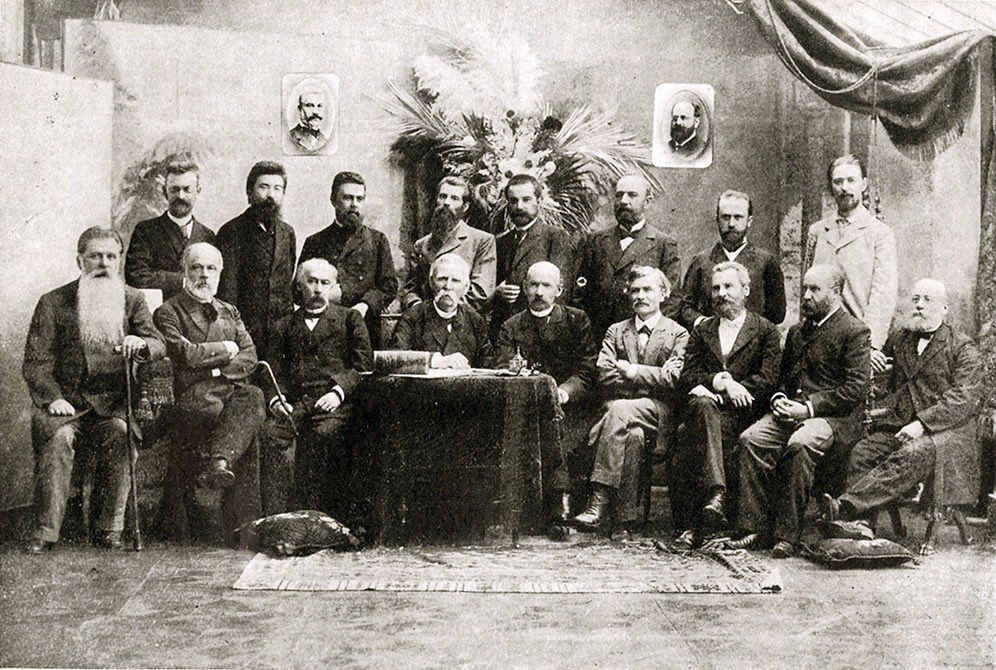
Торжества в честь 15-летия журнала «Киевская старина», весна 1898 года. Слева направо сидят: П. Житецкий, А. Лазаревский, В. Тарновский, М. Чалый, М. Шугуров, В. Антонович, К. Михальчук, А. Стороженко, В. Щербина; стоят: Е. Кивлицкий, Н. Василенко, А. Дудка-Степанович, Молчановский, Никандр Васильевич, Левицкий, Н. Стороженко, В. Мякотин

Родился 8 февраля 1861 года в Санкт-Петербурге в семье Александра Евдокимовича Кивлицкого — мелкого помещика села Городище Сосницкого уезда Черниговской губернии.
В 1889 году окончил историко-филологический факультет Императорского университета Святого Владимира (ныне Киевский национальный университет имени Тараса Шевченко) со степенью кандидата историко-филологических наук.
По окончании университета служил в Киевском дворянском собрании. В 1889—1893 годах работал секретарём, затем редактором журнала «Киевская старина». На страницах журнала опубликовал немало собственных работ: библиографические обзоры из истории Руси, статьи, критические очерки, сообщения, например, такие как «Несколько слов к портрету Н. И. Костомарова», «Свидетельства современников о Наливайко». Иногда использовал псевдоним Е. К. Сотрудничал с редакциями Энциклопедического словаря Брокгауза и Ефрона (1892—1907), «Педагогического журнала», газеты «Киевские отклики» (издатель в 1904—1906 годах).
С 1891 года служил помощником библиотекаря киевской университетской библиотеки (ныне Научная библиотека имени М. Максимовича), стал одним из составителей историко-географического словаря Украины. Принимал участие в общественной жизни, являлся членом научных и просветительских обществ: Киевское литературно-артистическое общество; общество имени Шевченко вспомосуществования нуждающимся уроженцам Южной России, учащихся в высших учебных заведениях Санкт-Петербурга; Киевское общество летописца Нестора.
Занимался педагогической деятельностью: преподавал в киевских средних учебных заведениях, в частности в Киевской частной женской гимназии А. Т. Дучинской, основанной В. Н. Ващенко-Захарченко, а также в Четвертой киевской мужской гимназии (история, председатель педагогического совета гимназии). Также преподавал в Нежинском историко-филологическом институте князя Безбородко (1906, ныне Нежинский юридический лицей). С 1917 года работал инспектором Киевского учебного округа. В 1917—1918 годах был заведующим по делам русской школы в Департаменте народного образования Украинской республики.
Приложил много усилий для создания Всенародной библиотеки Украины, где работал сначала как старший библиотекарь, затем был руководителем отдела, председателем Совета библиотекарей, а с 1919 года стал заведующим Всенародной библиотекой Украины. В октябре 1920 года его сменил в должности заведующего Всенародной библиотеки Ю. А. Иванов-Меженко.
Умер 4 января 1921 года в Киеве.